# Alexeter niger
Alexeter niger är en stekelart som först beskrevs av Johann Ludwig Christian Gravenhorst 1829.  Alexeter niger ingår i släktet Alexeter och familjen brokparasitsteklar. Arten är reproducerande i Sverige.

## Underarter
Arten delas in i följande underarter:
- A. n. alienus
- A. n. rufiventris